# Святилище Реком

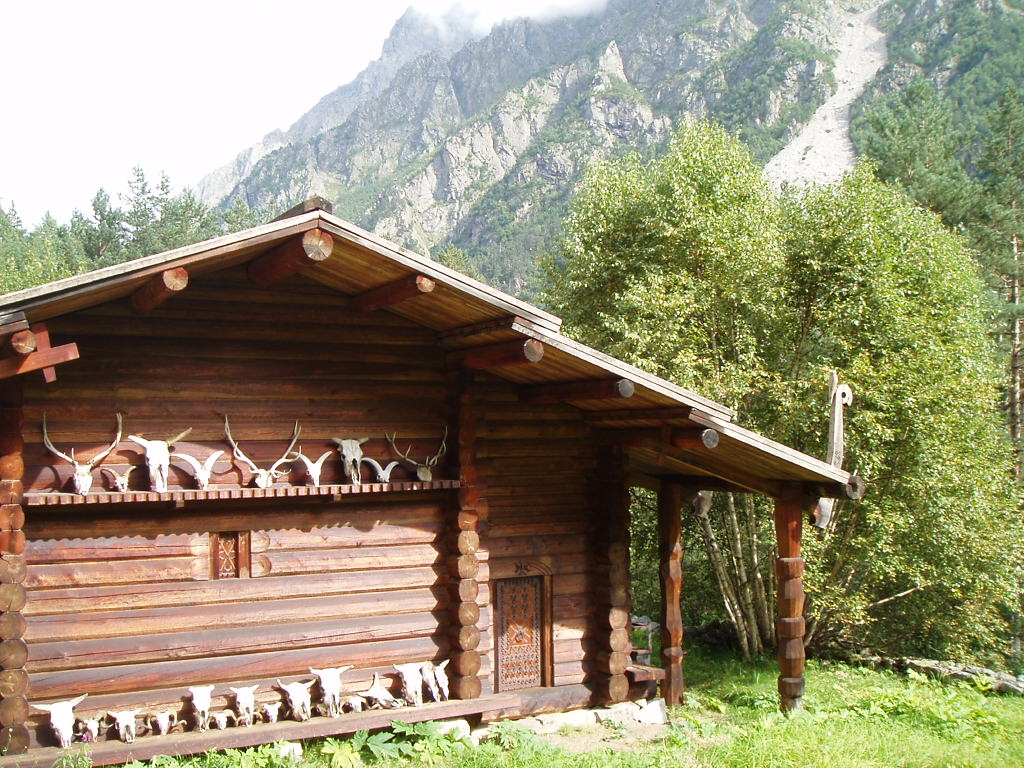
Реком

Святи́лище Ре́ком (осет. Рекомы кувæндон) — средневековое осетинское святилище, уникальный памятник деревянного зодчества. Сгорел дотла в 1995 году, реконструирован.

## География
Oсетинское святилище Реком находится в глубине Цейского ущелья, в 9 км пути по высокогорной дороге от пос. Бурон, на высоте 1946 м над уровнем моря. Поляна «Рекомы фаз», где стоит святилище, с севера ограничена скалистым хребтом Цейраг, с юга рекой Цейдон.

## Описание
Последнее по времени сооружение святилища представляет собой бревенчатый сруб из целых толстых бревен дерева Тисс которые были завезены из Чеченской республики. Сруб покрыт низкой деревянной крышей, которая опускается широким навесом, поддерживаемым с двух сторон резными деревянными столбами. Столбы отличаются друг от друга по форме и увенчаны сверху художественно оформленными деревянными коньками. Точной датировки сооружения нет из-за недолговечности используемого строительного материала. Постройка неоднократно чинилась и переделывалась ещё в прошлом. Время основания самого святилища, по противоречивым оценкам, приходится на промежуток от 1 тысячелетия до Н.Э. до XIV века.

## Реликвии

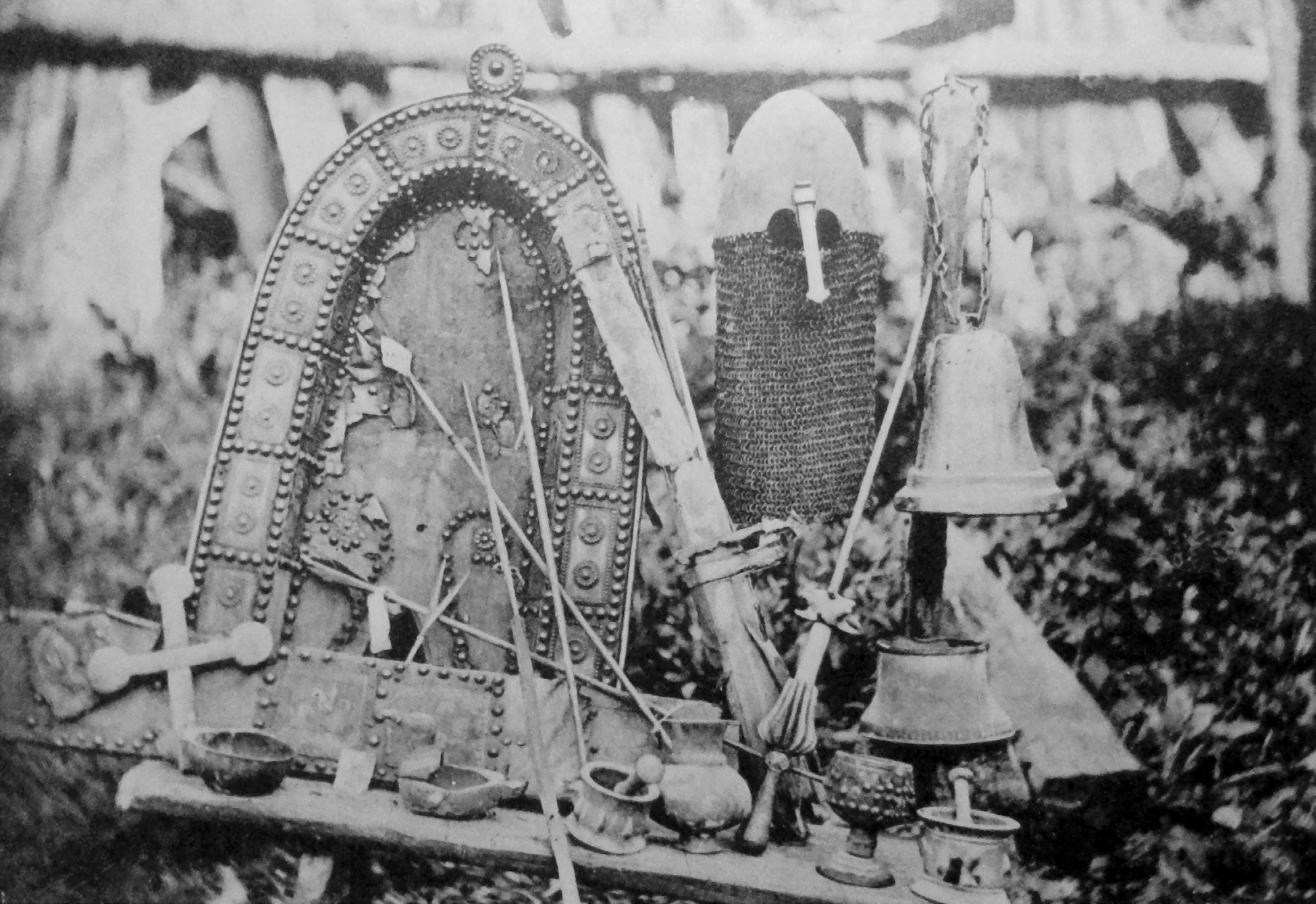
Фотография предметов из святилища Реком

Среди ритуальных приношений Рекомского святилища обнаружено множество престижных предметов, приписываемых народными преданиями легендарному средневековому правителю Ос-Багатару.

### Оружие
Среди них известно большое количество вооружения – колчаны со стрелами, копье, пернач, шестопёр, шлем и т.д.
Шестопер железный, сверху покрыт тонким слоем белого металла, производилось плакирование или лужение предмета. Общая длина навершия составляет 12 см, ширина (по противопоставленным радиально расходящимся от втулки граням) 8,3 см. Толщина ударных граней – 0,5-0,7 см. Втулка сквозная, наружная длина втулки до перехода в «перья» – 4,6 см. Диаметр втулки внешний – 3,3 см, внутренний – 3 см. Вес предмета – 850 г.

### Колокол

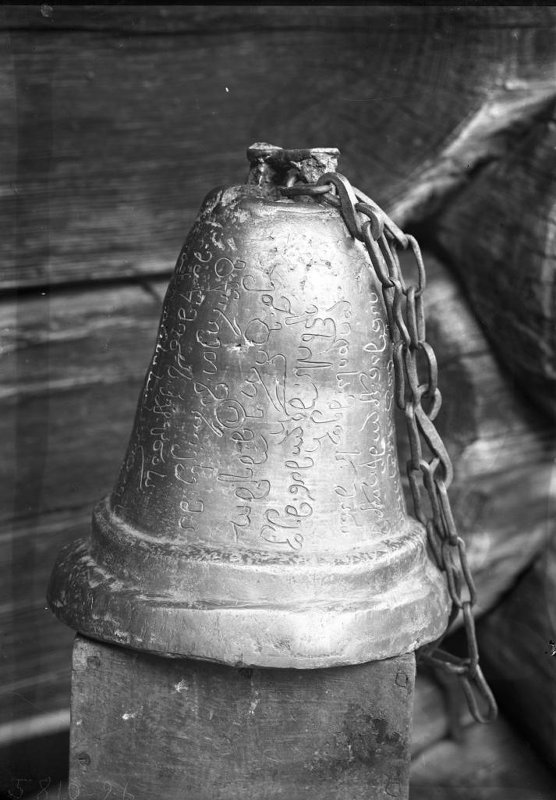
Колокол над входом в святилище

Кроме того, что описал В. Ф. Миллер, Реком имел деревянный иконостас, развалившийся еще в XIX веке, и литой колокол с грузинской надписью XVII века. Надпись гласит, что колокол был подарен Рекому картлийским царем Георгием XI, при этом сам Реком называется «отцом святым земли осетинской, молитвенником Дигории и Двалетии». Как видим, значение Рекома как главного осетинского святилища было хорошо известно в Грузии.
Мы, государь Багратован, сын великого царя Шахнаваза, царь Георгий, пожертвовали этот колокол святому отцу, покровителю страны Осетинской, Дигории и Двалетии, во здравие наше и процветание царствования нашего, в кроникон 362 (1674 г.)